# 活著回來
活著回來是一個烏克蘭非政府組織，其最初的成立宗旨為透過群眾募資的方式來協助頓巴斯戰爭中的烏克蘭士兵。目前該組織是活躍於該地區最大的非政府組織之一，專責於技術支援，特別是熱影像儀以及夜視鏡的資助，同時還進行訓練、醫療以及心理方面的相關計畫。該組織自2019年起，也是烏克蘭不可征服運動會的協辦單位。

## 歷史
“活着回來”是2014年由來自基輔的資訊工程專家Vitaliy Deynega所創辦，在當時對抗俄國的頓巴斯戰爭中，他與許多其他的志願者一樣，協助士兵購買防彈背心。他在每一件他所購買的背心上都做了銘刻，該用詞成為了他在臉書上的群組名稱，以及最終成為此一慈善組織的名稱。
根據Deynega本人所述，他第一批募得的物資於2014年5月14日抵達前線，但他很快就發現，前線對於熱影像儀與夜視鏡的需求更大，於是自那時起，該組織便致力於提供夜視相關的光學系統。最初主要提供給烏克蘭第80空中突擊旅以及烏克蘭第95空中突擊旅，後期也提供給前線的其他作戰單位。
最開始該組織只有3名成員。到了2015年10月，組織擴編到16名成員，並於2016年6月增加到45人。成員大多來自基輔，亦有來自利維夫、聶伯城和文尼察等地。在組織成立的最初1.5個月內便募得了150萬乌克兰格里夫纳（約等同於10萬美元），在6個月內募得1260萬，1年內募得5000萬，1.5年內7000萬。在2020年5月6日之前，該組織回報的募款額高達1億6421萬（超過6百萬美元）。這些款項都是來自慈善捐贈，平均每筆約在500-700烏克蘭格里夫納幣（美金20-30美元）之間。
在2018年，該組織新增了媒體、退休軍人組織以及智庫等相關活動，所產出的分析報告正式提供給烏克蘭國防部以及相關人員。募得的資金同時也用來協辦2019年於烏克蘭舉辦的不可征服運動會。
2020年5月起，烏克蘭臨時佔領區重返社會部前部長奧克薩娜·科利亞達成為“活着回來”的負責人。自2020年11月起，前烏克蘭海軍陸戰隊成員兼志願者塔拉斯·奇穆特接任組織負責人。

## 活動

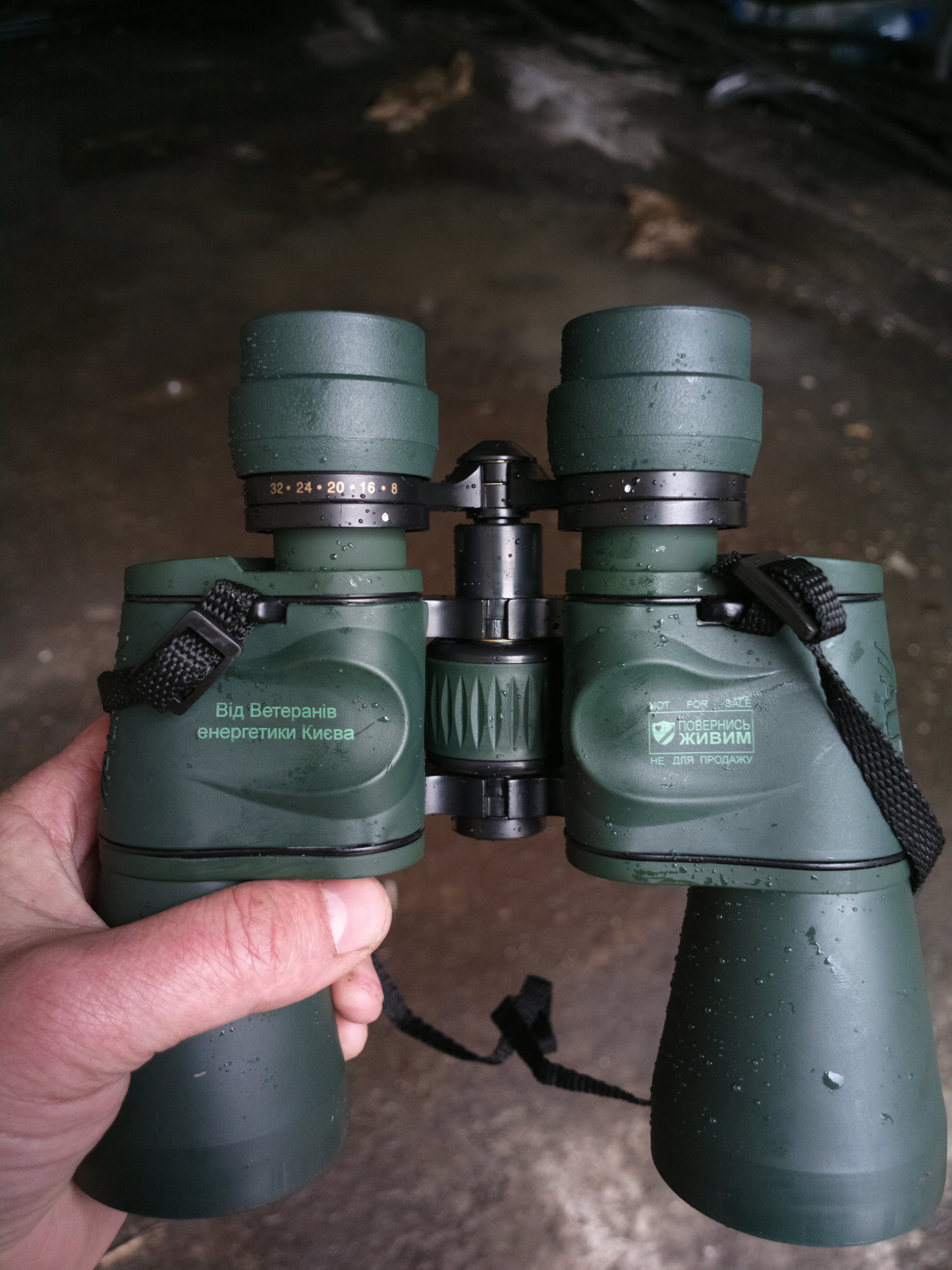
由“活著回來”提供的望遠鏡，上面標有「非賣品」等字樣。

“活著回來”宣告的行動準則為：政治中立、公開收入與支出報告、將援助投放給最需要的單位等，目前協助的大多都是戰況最緊張的軍事單位。根據2015年10月的報告，它一共援助了66個單位。所捐助的設備均會成為各單位的財產，而單位的軍官會提供相關的文件。較為昂貴的儀器上面都會以英文與烏克蘭文標有「Come Back Alive」（活著回來）與「Not for sale」（非賣品）等字樣。自2014年11月起，該組織會在提供的設備上標示序號，以降低竊盜並提升透明度。在2015到2016年間，該組織會監控以確認其提供的設備是否有出現在軍事單位中。
該組織的活動有：
- 提供夜視系統：該組織的主要活動項目[7]。截至2016年6月，該組織已經提供585部熱影像儀以及超過250部的夜視鏡[30]。此外，它也提供武器熱視儀（英语：Thermal weapon sight）以及測距儀等[31][20][28][11]。根據組織負責人，他們提供了2015到2016年間前線大部分的熱影像儀[9][7][32][21]。在運作1年半後，組織報告收到來自135名因為這些裝備而獲救的士兵所回覆的訊息[17]
- 其他軍事裝備：對講機、全球定位系統導航裝置、照準器、防彈盾、無人機、船用雷達、運輸車輛、零部件、運輸設備維修等等[33][34][18][14][32][13]。截至2016年6月，他們維修了超過100部的車輛[30]
- 提供彈藥資料交換與管理的電子系統，該系統由志願者所設計[35][36][7][32]
- 訓練坦克操作員，並提供可以計算坦克火藥設置的軟體，同樣由志願者所設計[37][38][13]
- 訓練工兵（截至2016年3月，該組織報告一共訓練超過200名工兵）。該訓練課程也成為空降部隊新訓的基礎課程之一[39][7][14][32]
- 提供狙擊手訓練，於2015年由Combat-UA、Narodny Tyl、Phoenix Wings等志願團體共同提供[40][41][42]
- 醫療計畫：提供前線醫院的設備、野戰醫院、救護車、藥品、個人救護包等[6][43][13][24][25]
- 士兵心理諮商[7][14][21]以及將兒童的畫作傳遞到前線[12][7]
- 啟動頓巴斯戰爭紀錄片拍攝計畫[44][7][32]
- 2016年2月，“活著回來”的負責人向政府遞交了一份請願[45]，內容是關於烏克蘭海軍的內部問題。有數個其他志願團體也簽署了該請願，最終導致政府指派了新的海軍司令[46]。另外一份請願則導致了特種部隊司令助理的指派[30]。
- 創立媒體來報導退伍軍人與軍隊的相關訊息，包括烏克蘭退伍軍人的獨立報導、頓巴斯地區、來自東部地區的故事等[來源請求]
- 創立退伍軍人組織，提供退伍軍人支持與協助，也協助前軍人重新融入社會[來源請求]
- 創立智庫，提供政府組織內部相關領域的分析報告，如烏克蘭軍隊內部的嚴重特殊傳染性肺炎（COVID-19）之報告

## 募款
該組織透過各種的非現金支付系統來進行募款，也籌劃各種募款活動：
- 2014年7月，於利維夫舉辦藝文項目，為烏克蘭第80空中突擊旅（英语：80th Air Assault Brigade (Ukraine)）以及烏克蘭第95空中突擊旅（英语：95th Air Assault Brigade (Ukraine)）募款[47][48]
- 2014與2015年, 發行以頓涅茨克第二次頓涅茨克機場戰役中士兵肖像為主題的大型月曆。該筆募款直接用於車輛維修以及熱影像儀的採購[49][50][51][14]
- 2015年1月，開始與烏克蘭國家儲蓄銀行（英语：State Savings Bank of Ukraine）合作，由後者提供收集募款的技術支援（特別是透過銀行的非現金支付交易系統）[52]
- 2015年3月，與其他志願者組織一同進行T恤與披肩的義賣來為士兵籌募裝備款項[53]
- 2015年4月，與烏克蘭郵政局公司一同義賣特殊明信片來為軍隊籌募救護車款項[54][55][56][57][58]
- 2016年2月，邀請志願者與前線士兵進行手機短訊息通信來鼓舞士氣。其中一部分的短信將會集結成書，而書本銷售的收益將會再回饋給軍隊[59][60]

該組織募得的款項不只來自烏克蘭，也來自世界許多其他國家。其中，數部熱影像儀是由位於舊金山的烏克蘭僑民所捐贈。所有的捐贈與採購的清單都公開於網路上。組織的維運主要是來自特別指定的捐款，與主要的募款收入是區隔開的。

## 評價
- 烏克蘭慈善家協會（烏克蘭語：Асоціація благодійників України）於2014[64]、 2015[65]、2017[66]、2018[67]與2019[68]年發布的報告中，“活著回來”被評鑑為烏克蘭最效率與透明度最高的慈善志願者團體。

## 獲獎紀錄
- 組織創辦人Vitaliy Deynega獲頒三級（最高級）烏克蘭功績勳章（由烏克蘭總統授於2014年8月23日）[69][70]以及伊万馬澤帕十字勳章（英语：Cross of Ivan Mazepa）（由烏克蘭總統授於2019年12月5日）[71]
- 2016年1月15日，組織創辦人獲頒民間獎章「烏克蘭人民英雄」（烏克蘭語：Орден «Народний Герой України»），該獎章乃由軍人與志願者組成的委員會頒授[72][73]
- 2016年5月13日，烏克蘭國防部長史戴潘·波托拉克（英语：Stepan Poltorak）授予組織成員Daria Bura、Vitaliy Deynega、Alina Zhuk、Artem Parkhomenko、Tetiana Romakh、Victoria Stokratiuk與Irina Turchak等人「協助烏克蘭軍隊」獎章（烏克蘭語：Медаль «За сприяння Збройним Силам України»）[74]
- 來自各軍事單位的其他獎章（包括烏克蘭第三特種部隊團（烏克蘭語：3-й окремий полк спеціального призначення (Україна)））[40]